# Cheirostylis jamesleungii
Cheirostylis jamesleungii är en orkidéart som beskrevs av Shiu Ying Hu och Gloria Barretto. Cheirostylis jamesleungii ingår i släktet Cheirostylis och familjen orkidéer. Inga underarter finns listade i Catalogue of Life.